# Dajan Peken
Dajan Peken is een bestuurslaag in het regentschap Tabanan van de provincie Bali, Indonesië. Dajan Peken telt 9892 inwoners (volkstelling 2010).